# Anabioză
Anabioza (din latină anabiosis, ceea ce înseamnă înviere; de asemenea Animație suspendată sau Biostază) este o stare a unui organism viu, în care procesele vitale (metabolism, etc) sunt încetinite, astfel încât nu există nicio manifestare vizibilă a vieții. Termenul a fost propus în 1873 de către omul de știință german Wilhelm Preyer în rezumatul său privind studiul fenomenul de încetare temporară a activității organismului.
Anabioza constă în reducerea activităților vitale la unele organisme în condiții neprielnice de viață, prin hibernare.
Anabioza se observă odată cu deteriorarea puternică a condițiilor de viață (temperatură scăzută, lipsă de umiditate, etc ...). În condiții favorabile de viață are loc o restaurare a nivelului normal al proceselor vitale. Cele mai rezistente la uscare, încălzire, răcire, sunt considerate bacteriile care formează spori, fungi, protozoare (ce formează un chist). În organismele multicelulare, opresiunea de viață este aproape un punct inclus în ciclul normal de dezvoltare al semințelor, sporilor. 
Animalele hibernale pot pierde ½, ba chiar și ¾ din țesuturile de apă. Anabioza comparativ cu hibernarea este însoțită de o suprimare profundă a activității. 
Fenomenul anabiozei prin uscare și răcire, se folosește la prepararea vaccinurilor, depozitarea pe termen lung a culturilor de celule, păstrarea țesuturilor și organelor. 
Există dovezi cu privire la posibilitatea introducerii stării de hibernare mamiferelor prin utilizarea gazelor, cum ar fi dioxidul de carbon, argonul, hidrogenul sulfurat și așa mai departe.

## Anabioză umană
Lucrările cu privire la anabioza umană sunt încă în stadiul inițial de dezvoltare teoretică și experimentare pe animale. Cu toate acestea, primele succese cu privire la inducerea în somn și hibernare a animalelor cu sânge cald, (în special șoareci) sugerează că principalul obstacol în calea punerii în aplicare anabiozei umane nu există.
Domeniul cel mai promițător de utilizare a animației suspendate poate fi cu siguranță considerată, utilizare la bordul navelor spațiale în timpul zborurilor pe distanțe lungi și supra-lungi. Acest lucru va economisi foarte mult din resursele necesare pentru a susține echipajul și pasagerii.

## Legături externe
- Mark Roth: Suspended animation is within our grasp
- Pitt scientists resurrect hope of cheating death Arhivat în 16 ianuarie 2012, la Wayback Machine.
- Suspended Animation: Bringing Back the Dead?  Arhivat în 6 martie 2012, la Wayback Machine.
- "Stuck Pig" article la Wired.com
- Hydrogen sulfide does not induce hypometabolism in sheep Arhivat în 7 septembrie 2008, la Wayback Machine.
- Suspended Animation Technology arrives Arhivat în 6 mai 2012, la Wayback Machine.
- Laboratory of Mark B. Roth Arhivat în 22 aprilie 2012, la Wayback Machine. la Fred Hutchinson Cancer Research Center
- Suspended animation and People of the Cave in Quran Arhivat în 13 martie 2012, la Wayback Machine.